# Soles de Mexicali
O Soles de Mexicali é um clube profissional de basquetebol situada na cidade de Mexicali, Baja California, México que disputa atualmente a LNBP. Manda seus jogos no Auditorio del Estado com capacidade de 6.000 espectadores.